# F.lux
F.Lux (se prononce "flux") est un logiciel gratuit multiplateformes, permettant d'ajuster la température des couleurs de l'écran, selon l'heure de la journée et la géolocalisation de l'appareil. Il permet d'adoucir les couleurs, et de réduire la fatigue oculaire générée par la lumière bleue.

## Fonctionnement
Il se base sur les coordonnées GPS pour détecter la position géographique et l'heure locale. Cela permet d'atténuer les couleurs de l'écran afin d'adapter l'usage de l'appareil à une agressivité oculaire modérée.
Depuis 2016, il permet d'égaliser la luminosité de l'écran avec celle des lampes LED Philipps Hue.

## Compatibilité
F.lux fonctionne sur les systèmes :
- Microsoft Windows
- MacOSX
- iOS
- Android
- BSD
- Unix
- Linux